# Lothar Koch (Pädagoge)
Lothar Koch (* 9. Juni 1860 in Leipzig; † 7. April 1915 in Bremen) war ein deutscher Gymnasiallehrer.

## Biografie
Lothar Koch war der Sohn eines Kaufmanns. Er besuchte das Thomas-Gymnasium in Leipzig. Dann studierte er Philologie und Geschichte an der Universität Leipzig und wurde dort 1883 zum Dr. phil. promoviert. 1884 begann er als Hilfslehrer in Bremerhaven und wurde 1885 Oberlehrer. Er war im Kulturleben von Bremerhaven sehr aktiv. 1901 kam der zum Alten Gymnasium in Bremen. Auch hier war er tätig im Kunstverein Bremen, im Künstlerverein und im Bildungsverein Lessing. 1904 unternahm er eine archäologische Reise nach Griechenland. Von 1905 bis 1907 war er Oberlehrer am neu gegründeten Neuen Gymnasium in Bremen an der Parkallee (Gymnasium am Barkhof) und erhielt 1905 den Titel eines Professors. 1907 kehrte zum Alten Gymnasium als Rektor zurück. Als Schulreformer belebte er das kulturelle Leben der Schule. Er erwarb für die Schule eine Reihe von antiken Gipsabdrücken.